# Aline Dopchie

Spoel met garen geproduceerd bij de Filature Achille Dopchie

Aline Virginie Dopchie (Ronse, 2 januari 1859 – onbekend) was een Belgische onderneemster. 
Dopchie kwam uit familie van textielondernemers en was zelf actief in verschillende textielbedrijven van de familie Dopchie. Ze was gehuwd met Emanuel Degand (Ronse, 1850-1929).
Samen met haar broer Achille en zus Mathilde Dopchie, was ze een van de vennoten van de Filature Achille Dopchie bij de oprichting in 1896. De dagelijkse leiding van die spinnerij was in handen van haar broer Achille. Aline Dopchie zelf beheerde samen met haar echtgenoot de Tissage mécanique A. Dopchie frère et soeurs.
Het gezin schonk een glasraam in de Sint-Martinuskerk in Ronse, in de zuiderkant van het schip.